# 1945 في البرتغال
فيما يلي قوائم الأحداث التي وقعت خلال عام 1945 في البرتغال.

## ظهور
- 1 يناير – آبولا

## مواليد

### أبريل
- 18 أبريل – فيكتورينو كونها مدرب كرة سلة برتغالي.

### مايو
- 29 مايو – مانويل دوارتي لاعب كرة قدم برتغالي.

### أكتوبر
- 17 أكتوبر – غراسا ماشيل معلمة جنوب أفريقية.

## وفيات

### يناير
- 1 يناير – جواكيم رودريغوس فيريرا (مواليد 1898) لاعب كرة قدم برتغالي.